# Hurva
Hurva est une localité suédoise située dans la commune d'Eslöv en Scanie.
Sa population était de 394 habitants en 2019.